# Karolis Požėla

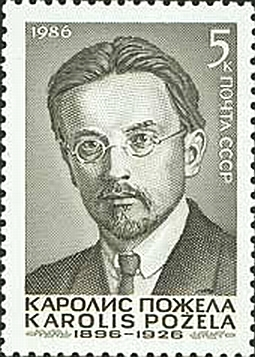

Karolis Požėla (ur. 29 lutego 1896 w Bardyszkach, zm. 27 grudnia 1926 w Kownie) – komunista litewski, jeden z organizatorów Komunistycznej Partii Litwy.
Pochodził z rodziny chłopskiej. Jako student wstąpił do SDPRR i został etatowym działaczem partyjnym na terenie dzisiejszej Estonii. Wiosną 1918 udał się na terytorium współczesnej Litwy, gdzie zaczął zakładać pierwsze komórki partyjne. Po wejściu Armii Czerwonej na Litwę w sierpniu 1919 prowadził pracę partyjną w Kownie i Rosieniach. W Kownie prowadził nielegalną gazetę komunistyczną „Spartakus”, następnie publikował w partyjnym organie „Tiesa”. W 1923 został sekretarzem komitetu centralnego Komunistycznej Partii Litwy, uczestniczył w V kongresie Kominternu.
Po zamachu stanu w grudniu 1926 został aresztowany i oskarżony o przygotowywanie na Litwie powstania komunistycznego. Został skazany na śmierć i rozstrzelany razem z Kazysem Giedrysem, Juozasem Greifenbergerisem i Rapolasem Čarnasem w VI forcie twierdzy kowieńskiej.
Do 1974 pamięć Požėli w Kownie utrwalał pomnik Czterej komuniści, poświęcony straconym 27 grudnia. Po upadku ZSRR znalazł się on na wystawie plenerowej w parku Grūtas.